# Halfdan Mahler
Halfdan Theodor Mahler (Vivild, 21 april 1923 – Genève (Zwitserland), 14 december 2016) was een Deens arts. In drie termijnen van 1973 tot 1983 was hij directeur-generaal van de Wereldgezondheidsorganisatie (WHO).

## Levensloop
Mahler studeerde geneeskunde in Kopenhagen. In 1948 behaalde hij het artsexamen. Hij werkte vanaf 1951 bij de Wereldgezondheidsorganisatie en werkte bijna tien jaar voor het tuberculoseprogramma in India. Van 1962 tot 1969 zette hij deze functie voort op het hoofdkantoor in Genève. Daarna werd hij korte tijd projectdirecteur.
In 1970 werd hij benoemd tot adjunct-directeur-generaal van de WHO en in 1973 werd hij gekozen voor de positie van directeur-generaal. Hij werd tweemaal herkozen en bleef aan in deze functie tot 1983.
In 1978 kwam onder zijn leiding de Verklaring van Alma-Ata tot stand, waarin regeringen en ontwikkelingsorganisaties de noodzaak onderschreven van de bevordering van gezondheid wereldwijd. In 1979 lanceerde hij tijdens de 32e Wereldgezondheidsvergadering de Global Strategy for Health for All by the Year 2000.

## Erkenning
Mahler werd in 1988 een Four Freedoms Award toegekend in de categorie vrijwaring van gebrek. Hij werd benoemd tot erestudent van de Universiteit van Kopenhagen.
- International Standard Name Identifier: 0000 0000 6355 5485
- Library of Congress Control Number: n83174878
- Nationale Bibliotheek van Tsjechië: xx0225721
- Nederlandse Thesaurus van Auteursnamen: 074835815
- Virtual International Authority File: 72773496
- WorldCat: E39PBJtxjvqtkM3HTyQ7FMvfv3